# 东非历史
东非历史是指東非的歷史。东非历史可分为史前时期、殖民时期和后殖民时期。距今13,000 年，東非地區境內就已經有努比亚人定居。距今8000至2000年间，撒哈拉沙漠的牧民迁徙到东非。